# Día del Rey (Bélgica)
El Día del Rey (en francés: Fête du Roi, en neerlandés: Koningsdag, en alemán: Fest des Königs) es una fiesta nacional en Bélgica en honor al rey, que se celebra anualmente el 15 de noviembre.

## Fecha
Durante el reinado de Leopoldo I, el Día del Rey se celebró en el aniversario de su juramento (21 de julio, ahora el día nacional de Bélgica) y en su cumpleaños, el 16 de diciembre. Bajo el reinado de Leopoldo II, el Día del Rey se celebró en su onomástica el 15 de noviembre, en la liturgia germánica la fiesta de San Leopoldo. Después de asumir el cargo, Alberto I trasladó la fiesta a su onomástica el 26 de noviembre, la fiesta de Alberto de Oberaltaich. Dado que su madre murió un día 26 de noviembre de 1912, se cambió el Día del Rey nuevamente al 15 de noviembre. Sin embargo, esta fecha estuvo próxima al Día del Armisticio que se celebra desde 1922 el día 11 de noviembre. Por tanto, el cardenal Mercier propuso al beato Alberto el Grande como santo belga y situar la celebración el 27 de noviembre.
Cuando Alberto el Grande fue canonizado en 1931, su fiesta se inscribió en el calendario romano general el 15 de noviembre. Por tanto, la fecha de la Fiesta del Rey se fijó definitivamente el 15 de noviembre a partir de 1934 con la llegada del rey Leopoldo III, coincidiendo la festividad de San Leopoldo con la de San Alberto.

## Nombre
La fiesta se llamó originalmente Fiesta del Nombre de Su Majestad el Rey. Durante la regencia del príncipe Carlos (1944-1950), el gobierno decidió en 1945 cambiar el nombre de la celebración a Fiesta de la Dinastía para referirse solo indirectamente al rey ausente.
El rey Balduino I de Bélgica asumió el cargo en 1952 y decidió cambiar el nombre de la celebración a Día del Rey. El nombre Fiesta de la Dinastía todavía se usa a veces, a pesar de que el Primer Ministro Jean Van Houtte envió una circular en 1953 indicando que este nombre era incorrecto.

## Celebración
El Día del Rey se celebró originalmente con un tedeum en la Basílica de Koekelberg. La misa la daba el arzobispo de Malinas-Bruselas. En todo el país se daban tedeums y otras ceremonias a la que asistían las autoridades locales.
En 2001 esta ceremonia esencialmente religiosa fue reemplazada por una ceremonia civil. Es una sesión solemne, en presencia de miembros de la familia real e invitados destacados, que consta de discursos, testimonios y homenajes a compatriotas merecedores. La ceremonia tiene lugar en el Parlamento por la tarde.
El Te Deum de mediodía, por iniciativa de las autoridades eclesiásticas, todavía se lleva a cabo en la Catedral de San Miguel y Santa Gudula, así como en otras iglesias. Miembros de la familia real también están presentes en esta ceremonia.
La pareja real misma no está presente en las ceremonias. 
El Día del Rey, como el 8 de abril (cumpleaños del rey Alberto I), se presentan las condecoraciones de las órdenes nacionales (la Orden de Leopoldo, la Orden de la Corona y la Orden de Leopoldo II).
En los servicios del gobierno federal y algunos otros servicios públicos, los funcionarios tienen el día libre. En el ejército, este día es una fiesta que se celebra con un banquete en honor al rey. La Universidad de Gante está cerrada durante el Día del Rey.
El Día del Rey es la fiesta oficial de la Comunidad Germanófona de Bélgica.